# Îlots du Cap Falcon
Les îlots du Cap Falcon sont des îlots inhabités de la mer Méditerranée à Aïn El Turk en Algérie.

## Description
Les îlots sont situés près du rivage, au large du hameau Falcon, près du cap Falcon.
L'îlot le plus à l'ouest est nommé l'île aux rats.